# ثخيليات
ثُخَيْلِيَّات (الاسم العلمي Hypogastruridae)، فصيلة حيوانات قافزة قارضة من مفصليات الأرجل ورتبة الكهدليات. توجد تقريبًا في كافة أنحاء العالم، تضم 660 نوعًا ضمن 40 جنسًا.